# Ряполово (городской округ город Волгореченск)
Ряполово — упразднённая деревня в городском округе город Волгореченск Костромской области России. До 2014 года входила в состав Волжского сельского поселения Нерехтского района. Упразднена в 2015 году.

## География
Деревня находится в юго-западной части Костромской области, в подзоне южной тайги, в пределах Ярославско-Костромской низины, на левом берегу реки Ершовка (приток реки Осья), на расстоянии приблизительно 0,5 километра (по прямой) к юго-востоку от деревни Ненорово.

### Климат
Климат характеризуется как умеренно континентальный, с продолжительной холодной многоснежной зимой и коротким сравнительно тёплым летом. Среднегодовая температура воздуха — 2,6 °C. Средняя температура воздуха самого холодного месяца (января) — −17 — −11 °C; самого тёплого месяца (июля) — 13 — 23 °C. Годовое количество атмосферных осадков — 530—600 мм, из которых большая часть выпадает в тёплый период. Снежный покров держится в течение 150—155 дней.

## История
В деревне располагалась усадьба, в середине XVIII века принадлежавшая майору С. Я. Нелидову, который деревню Ряполово получил в приданое, женившись на И. И. Сумароковой. 

## Население
1. Н/Д[6]